# Chan Sin-jün
Chan Sin-jün (čínsky pchin-jinem Hán Xīnyùn, znaky zjednodušené 韓馨蘊, tradiční 韩馨蕴, * 30. května 1990 Ťin-čou) je čínská profesionální tenistka hrající levou rukou. Ve své dosavadní kariéře na okruhu WTA Tour vyhrála tři deblové turnaje. V rámci okruhu ITF získala do devět titulů ve dvouhře a dvacet šest ve čtyřhře.
Na žebříčku WTA byla ve dvouhře nejvýše klasifikována v říjnu 2016 na 105. místě a ve čtyřhře pak v červenci 2019 na 50. místě. Trénuje ji Wang Hufu.
V čínském fedcupovém týmu debutovala v roce 2010 bratislavským čtvrtfinálem druhé světové skupiny proti Slovensku, v němž podlehla Dominice Cibulkové a porazila Kristínu Kučovou. Číňanky prohrály 2:3 na zápasy. Do září 2022 v soutěži nastoupila ke dvěma mezistátním utkáním s bilancí 1–1 ve dvouhře a 1–0 ve čtyřhře.

## Tenisová kariéra
V rámci hlavních soutěží událostí okruhu ITF debutovala v květnu 2005, když se do ní probojovala z kvalifikace na turnaji v Ho Či Minově Městě s dotací 25 tisíc dolarů. Ve druhém kole podlehla Tchajwance Hsu Wen-hsin. V červnu 2006 pak vybojovala premiérový titul kariéry, když v portugalském Montemor-o-Novo vyhrála událost s rozpočtem 10 tisíc dolarů po finálové výhře nad Portugalkou Neuzou Silvaovou, která ji následující týden finálovou porážku vrátila v Alcobaçe.
V hlavní soutěži singlu okruhu WTA Tour debutovala na červencovém Internazionali Femminili di Tennis di Palermo 2008, kde jako kvalifikantka na úvod vyřadila Angelique Kerberovou. Ve druhém kole podlehla Ukrajince a pozdější finalistce Marii Korytcevové. Podruhé se danou sezónu objevila v hlavní soutěži zářijového Guangzhou International Women's Open 2008, hraného v Kantonu, na němž z pozice šťastné poražené vypadla v prvním kole se sedmou nasazenou Francouzkou Pauline Parmentierovou.
Premiérové finále na okruhu WTA Tour odehrála v deblové soutěži pekingského turnaje China Open 2007. Se Sü I-fan postoupila do finále, kde podlehly tchajwanské dvojici Čuang Ťia-žung a Sie Šu-wej. O rok později se stejnou spoluhráčkou znovu odešly jako poražené finalistky z China Open 2008, když nestačily na pár Anabel Medinaová Garriguesová a Caroline Wozniacká. První titul na WTA Tour získala ve čtyřhře Hobart International 2016, kde s Američankou Christinou McHaleovou ve finále zdolaly australskou dvojici Kimberly Birrellová a Jarmila Wolfeová po hladkém průběhu.
Debut v hlavní soutěži grandslamu zaznamenala v ženském singlu Australian Open 2010, kam se probojovala z tříkolové kvalifikace. V úvodním kole však nenašla recept na Australanku Samanthu Stosurovou, jíž podlehla ve třech setech.

## Finále na okruhu WTA Tour
| Legenda                                      |
| -------------------------------------------- |
| D – dvouhra; Č – čtyřhra                     |
| Grand Slam (0)                               |
| Turnaj mistryň (0)                           |
| WTA Elite Trophy (1–0 Č)                     |
| Premier Mandatory & Premier 5 / WTA 1000 (0) |
| Premier / WTA 500 (0–2 Č)                    |
| International / WTA 250 (2–5 Č)              |

### Čtyřhra: 10 (3–7)
| Stav       | č. | datum             | turnaj                          | povrch    | spoluhráčka         | soupeřky ve finále                         | výsledek         |
| ---------- | -- | ----------------- | ------------------------------- | --------- | ------------------- | ------------------------------------------ | ---------------- |
| Finalistka | 1. | 23. září 2007     | Peking, Čína                    | tvrdý     | Sü I-fan            | Čuang Ťia-žung Sie Šu-wej                  | 6–7(3–7), 3–6    |
| Finalistka | 2. | 28. září 2008     | Peking, Čína (2)                | tvrdý     | Sü I-fan            | Anabel Medina Garrigues Caroline Wozniacká | 1–6, 3–6         |
| Finalistka | 3. | 19. září 2010     | Kanton, Čína                    | tvrdý     | Liou Wan-tching     | Sania Mirzaová Edina Gallovitsová          | 5–7, 3–6         |
| Finalistka | 4. | 24. září 2011     | Kanton, Čína (2)                | tvrdý     | Čan Ťin-wej         | Sie Šu-wej Čeng Saj-saj                    | 2–6, 1–6         |
| Vítězka    | 1. | 16. ledna 2016    | Hobart, Austrálie               | tvrdý     | Christina McHaleová | Kimberly Birrellová Jarmila Wolfeová       | 6–3, 6–0         |
| Vítězka    | 2. | 5. listopadu 2017 | Ču-chaj, Čína                   | tvrdý (h) | Tuan Jing-jing      | Lu Ťing-ťing Čang Šuaj                     | 6–2, 6–1         |
| Vítězka    | 3. | 5. srpna 2018     | Washington, D.C., Spojené státy | tvrdý     | Darija Juraková     | Alexa Guarachiová Erin Routliffeová        | 6–3, 6–2         |
| Finalistka | 5. | 25. května 2019   | Štrasburk, Francie              | antuka    | Tuan Jing-jing      | Darja Gavrilovová Ellen Perezová           | 4–6, 3–6         |
| Finalistka | 6. | 21. července 2019 | Lausanne, Švýcarsko             | antuka    | Monique Adamczaková | Anastasija Potapovová Jana Sizikovová      | 2–6, 4–6         |
| Finalistka | 7. | 6. března 2022    | Monterrey, Mexiko               | tvrdý     | Jana Sizikovová     | Catherine Harrisonová Sabrina Santamariová | 6–1, 5–7, [6–10] |

## Finále série WTA 125
| Legenda                  |
| ------------------------ |
| D – dvouhra; Č – čtyřhra |
| WTA 125 (1–5 Č)          |

### Čtyřhra: 6 (1–5)
| Stav       | č. | datum          | turnaj                 | povrch | spoluhráčka        | soupeřky ve finále                   | výsledek              |
| ---------- | -- | -------------- | ---------------------- | ------ | ------------------ | ------------------------------------ | --------------------- |
| Finalistka | 1. | 10. srpna 2013 | Su-čou, Čína           | tvrdý  | Eri Hozumiová      | Tímea Babosová Michaëlla Krajiceková | 2–6, 2–6              |
| Finalistka | 2. | 27. října 2014 | Ning-po, Čína          | tvrdý  | Čang Kchaj-lin     | Arina Rodionovová Olga Savčuková     | 6–4, 6–7(2–7), [6–10] |
| Vítězka    | 1. | duben 2017     | Čeng-čou, Čína         | tvrdý  | Ču Lin             | Jacqueline Caková Julia Glušková     | 7–5, 6–1              |
| Finalistka | 3. | duben 2019     | Kchun-ming, Čína       | antuka | Tuan Jing-jing     | Pcheng Šuaj Jang Čao-süan            | 5–7, 2–6              |
| Finalistka | 4. | srpen 2019     | Karlsruhe, Německo     | antuka | Jüan Jüe           | Lara Arruabarrenová Renata Voráčová  | 7–6(7–2), 4–6, [4–10] |
| Finalistka | 5. | červenec 2022  | Contrexéville, Francie | antuka | Alexandra Panovová | Ulrikke Eikeriová Tereza Mihalíková  | 6–7(8–10), 2–6        |

## Finále na okruhu ITF
| Dotace turnajů okruhu ITF | Dotace turnajů okruhu ITF |
| ------------------------- | ------------------------- |
| 100 000 $ tournaments     | 80 000 $ tournaments      |
| 75 000 $ tournaments      | 60 000 $ tournaments      |
| 50 000 $ tournaments      | 25 000 $ tournaments      |
| 15 000 $ tournaments      | 10 000 $ tournaments      |

### Dvouhra: 18 (9–9)
| Stav       | č. | datum             | turnaj                       | povrch    | soupeřka ve finále  | výsledek           |
| ---------- | -- | ----------------- | ---------------------------- | --------- | ------------------- | ------------------ |
| Vítězka    | 1. | 12. června 2006   | Montemor-o-Novo, Portugalsko | tvrdý     | Neuza Silvaová      | 6–2, 2–6, 7–5      |
| Finalistka | 1. | 20. června 2006   | Alcobaça, Portugalsko        | tvrdý     | Neuza Silvaová      | 6–3, 2–6, 7–5      |
| Finalistka | 2. | 5. listopadu 2007 | Tchaj-čou, Čína              | tvrdý     | Yanina Wickmayerová | 6–2, 6–2           |
| Vítězka    | 2. | 18. května 2009   | Inčchon, Jižní Korea         | tvrdý     | Liang Čchen         | 6–2, 6–2           |
| Vítězka    | 3. | 25. května 2009   | Kojang, Jižní Korea          | tvrdý     | I Čin-a             | 7–5, 6–4           |
| Vítězka    | 4. | 1. června 2009    | Kimhe, Jižní Korea           | tvrdý     | Shannon Goldsová    | 6–1, 6–3           |
| Finalistka | 3. | 22. června 2009   | Čchien-šan, Čína             | tvrdý     | Sun Šeng-nan        | 6–1, 6–4           |
| Finalistka | 4. | 12. března 2012   | San-ja, Čína                 | tvrdý     | Wang Čchiang        | 6–2 6–4            |
| Vítězka    | 5. | 29. dubna 2013    | Soul, Jižní Korea            | tvrdý     | Kim So-jong         | 6–2 6–1            |
| Vítězka    | 6. | 31. března 2014   | Glen Iris, Austrálie         | antuka    | Tori Kinardová      | 6–2, 6–3           |
| Finalistka | 5. | 7. dubna 2014     | Melbourne, Austrálie         | antuka    | Zuzana Zlochová     | 6–3, 6–7, 4–6      |
| Finalistka | 6. | 5. května 2014    | Inčchon, Jižní Korea         | tvrdý     | Susanne Celiková    | 6–4 3–6 4–6        |
| Finalistka | 7. | 23. února 2015    | Aurangábád, Indie            | antuka    | Dalila Jakupovićová | 7–6(7–5), 4–6, 4–6 |
| Finalistka | 8. | 4. května 2015    | An-ning, Čína                | antuka    | Čeng Saj-saj        | 4–6, 6–3, 4–6      |
| Vítězka    | 7. | 6. února 2016     | Launceston, Austrálie        | tvrdý     | Alla Kudrjavcevová  | 6–1, 6–1           |
| Vítězka    | 8. | 14. srpna 2016    | Naj-man, Čína                | tvrdý (h) | Liou Fang-čou       | 6–4, 6–3           |
| Finalistka | 9. | duben 2019        | Nan-ťing, Čína               | tvrdý     | Sün Fang-jing       | 4–6, 3–6           |
| Vítězka    | 9. | květen 2019       | Ťin-an, Čína                 | tvrdý     | Tuan Jing-jing      | 4–6, 6–2, 6–2      |

### Čtyřhra (26 titulů)
| č.  | datum              | turnaj                      | povrch | spoluhráčka       | poražené finalistky                             | výsledek            |
| --- | ------------------ | --------------------------- | ------ | ----------------- | ----------------------------------------------- | ------------------- |
| 1.  | 9. dubna 2007      | Ho Či Minovo Město, Vietnam | tvrdý  | Chao Ťie          | Kumiko Iijdžimová Seiko Okamotová               | 6–2, 1–6, 6–3       |
| 2.  | 26. listopadu 2007 | Sia-men, Čína               | tvrdý  | Sü I-fan          | Ťi Čchun-mej Sun Šeng-nan                       | 6–4, 7–5            |
| 3.  | 12. května 2008    | Caserta, Itálie             | antuka | Sü I-fan          | Kumiko Iidžimová Seiko Okamotová                | 4–6, 6–4, [10–8]    |
| 4.  | 10. srpna 2009     | Čchüan-čou, Čína            | tvrdý  | Kao Šao-jüan      | Chao Ťie Sun Tchien-tchien                      | 1–6, 6–2, [10–6]    |
| 5.  | 10. srpna 2010     | Grado, Itálie               | antuka | Lu Ťing-ťing      | Karina Pimkinová Marta Sirotkinová              | 1–6, 6–4, 7–5       |
| 6.  | 14. května 2012    | Kurume, Japonsko            | antuka | Sun Šeng-nan      | Xenija Lykinová Melanie Southová                | 6–1, 6–0            |
| 7.  | 6. května 2013     | Soul, Jižní Korea           | tvrdý  | Jie Čchiou-jü     | Čan Ťin-wej Čang Nan-nan                        | 7–6(7–3), 4–6, 10–4 |
| 8.  | 23. února 2014     | Nonthaburi, Thajsko         | tvrdý  | Čang Kchaj-lin    | Katie Boulterová Sün Fang-jing                  | 6–3, 6–0            |
| 9.  | 17. března 2014    | Šen-čen, Čína               | tvrdý  | Čang Kchaj-lin    | Čan Ťin-wej Liou Čchang                         | 6–3, 2–6, [13–11]   |
| 10. | 28. března 2014    | Šen-čen, Čína               | tvrdý  | Čang Kchaj-lin    | Kaj Ao Wang Jen                                 | 6–0, 6–3            |
| 11. | 21. dubna 2014     | Nan-ning, Čína              | tvrdý  | Čang Kchaj-lin    | Čang Ling Čeng Saj-saj                          | 7–6(10–8), 7–6(7–3) |
| 12. | 28. dubna 2014     | An-ning, Čína               | antuka | Čang Kchaj-lin    | Varatčaja Vongteančajová Čang Ling              | 6–4, 6–2            |
| 13. | 28. července 2014  | Wu-chan, Čína               | tvrdý  | Čang Kchaj-linn   | Miju Katová Makoto Ninomijová                   | 6–4, 6–2            |
| 14. | 30. srpna 2014     | Cukuba, Japonsko            | tvrdý  | Čang Kchaj-lin    | Niča Lertpitaksinčajová Peangtarn Plipuečová    | 6–4, 6–4            |
| 15. | 10. ledna 2015     | Hongkong                    | tvrdý  | Sü Ťie-jü         | Varatčaja Vongteančajová Varunja Vongteančajová | 3–6, 6–4, [10–8]    |
| 16. | 13. února 2015     | Launceston, Austrálie       | tvrdý  | Džunri Namigatová | Wang Ja-fan Jang Čao-süan                       | 6–4, 3–6, [10–6]    |
| 17. | 23. května 2015    | Wu-chan, Čína               | tvrdý  | Čang Kchaj-čen    | Liou Čchang Lu Ťia-ťing                         | 6–0, 6–3            |
| 18. | 31. května 2015    | Sü-čou, Čína                | tvrdý  | Čang Kchaj-čen    | Cchao S'-čchi Čou Ming-ťün                      | 6–3, 6–2            |
| 19. | 6. července 2015   | Bangkok, Thajsko            | tvrdý  | Čang Kchaj-lin    | Kanae Hisamiová Kotomi Takahatová               | 6–3, 6–4            |
| 20. | březen 2017        | Čchüan-čou, Čína (2)        | tvrdý  | Jie Čchiou-jü     | Hiroko Kuwatová Ču Lin                          | 6–3, 6–3            |
| 21. | duben 2017         | Kchun-ming, Čína (2)        | tvrdý  | Jie Čchiou-jü     | Prarthana Thombareová Sün Fang-jing             | 6–2, 7–5            |
| 22. | květen 2017        | Saint-Gaudens, Francie      | antuka | Čang Kchaj-čen    | Montserrat Gonzálezová Sílvia Soler Espinosová  | 7–5, 6–1            |
| 23. | říjen 2017         | Liou-čou, Čína              | tvrdý  | Makoto Ninomijová | Jacqueline Caková Laura Robsonová               | 6–2, 7–6(3)         |
| 24. | březen 2018        | Nan-ťing, China             | tvrdý  | Jie Čchiou-jü     | Sun Sü-liou Čao Čchien-čchien                   | 3–6, 6–3, [10–5]    |
| 25. | duben 2018         | Čchüan-čou, Čína (3)        | tvrdý  | Jie Čchiou-jü     | Kuo Chan-jü Wang Sin-jü                         | 7–6(3), 7–6(6)      |
| 26. | květen 2019        | Gifu, Japonsko              | tvrdý  | Tuan Jing-jing    | Akiko Omaeová Peangtarn Plipuečová              | 6–3, 4–6, [10–4]    |